# 烈火英雄
《烈火英雄》是一部中国消防题材电影，影片根据作家鲍尔吉·原野的报告文学《最深的水是泪水》改编，故事原型是大连7.16油爆火灾和天津港爆炸事件，讲述沿海油罐区发生火灾，消防队伍上下级团结一致，誓死抵抗，以生命维护国家及人民财产安全的故事。由博纳影业、亚太华影联合出品，陈国辉执导，刘伟强监制，李達超任動作設計，黄晓明、杜江、谭卓领衔主演；杨紫、欧豪特别出演；侯勇友情出演；张哲瀚、谷嘉诚、印小天、高戈主演。
本片是“庆祝中华人民共和国成立70周年优秀国产新片展映”七部重點影片之一，于2019年8月1日在中国大陆上映。

## 剧情
滨港市特勤一中队接到指令，一家火锅店火灾，有人员被困。周浩走投无路，用力踹开走廊一家居民的房门，投出消防斧，砸碎窗玻璃。被烧热的空气从窗户喷出，走廊里的火头也顺势偏转方向。江立伟和周浩平安的将孩子送到家长手中，赢得在场大众热烈掌声。 火势被掌握后，江立伟命令副队长马卫国带上新兵孙岩进火场搜索余火，顺便让新兵谙习谙习火场，为渺远的行动积聚聚积经验。谁能想到，这本是出于好心的放置，却造成了一场悲剧。孙岩现场经验不足，沒有注意到门缝吸入现象，就轻易翻开了厨房门。空气流入发生回火，引爆了厨房内的煤气罐。火舌从火锅店的橱窗、大门喷出，马卫国被巨大的袭击力摔出店外，孙岩不幸舍身。江立伟因此被撤职。同样内心不舒服的，还有新上任的中队长马卫国。没有使命的时分，刻苦练习就是中队的平时生计。岂论新兵老兵，马卫都城一视同仁，严酷要求。即将退役的郑志是根老油条，总想着末了几天混日子。如许的态度，马卫国绝不会允许。 回到家，马卫国有个贤惠的妻子和可爱的女儿。但是当过消防兵的老父亲却对他少不了冷嘲热讽，这些年，连句鼓励的话都没说过。这次提升为中队长，在父亲的眼里，只但是是占了江立伟离开的光，并非由于有真材实料。这让马卫国内心，始终憋着一口气，要再找机遇与江立伟争个高下。
因操作不当，一座滨海城市的码头发生了由过量注入的脱硫剂引发的管道爆炸，牵连了整个原油储存区，一座储油量高达10万立方米的储油罐A01罐已经爆炸并且泄露，A01罐两进两出四个阀门还没来得及关闭控制中心就已经炸毁了，其他储油罐的油仍源源不断的流向A01罐，燃烧着的原油随时可能烧进其他罐。火灾不断升级，爆炸接连发生，然而这还都不是最恐怖的，火场不远处伫立的危险化学物储藏区储藏着大量苯、二甲苯、氢化物，像跃跃欲试的魔鬼等待着被点燃，一旦爆炸能顷刻间带走全市几百万人的生命，威胁全市、全省，甚至邻国与海洋的安全。在这样的危难时刻，与纷纷逃亡的市民相反，一批批消防队员告别家人，赶赴火场。
在这次救援中，郑志一改平日的慵懒，不顾危险，在特勤一中队队友被大火困住后，他没有逃跑，而是扛来水带救出了队友，而自己被掉落物砸中压住壮烈牺牲。
负责远程供水的班长徐小斌本应该是最安全的，但全市供水已中断，只能靠远程供水。而水中遍布着海藻、渔网等垃圾，水泵经常被堵住，徐小斌下水清理垃圾，保证远程供水正常，但不幸被缠住脚踝，溺亡。
江立伟作为敢死队队员，与另一名消防员入火海手动关闭A01号罐剩下的两个阀门。在得知每个阀门需要转8000次时，他们没有放弃，而是决定与困难战斗到底。关闭最后一个阀门时，江立伟帮助队员逃脱而自己继续旋转着滚烫的阀门。最后一个阀门最终成功关上，而江立伟也被火海吞噬。

## 演员表

### 领衔主演
| 演員   | 角色                                         |
| 黄晓明 | 江立伟（消防队长，關閘門堅守到最後一刻犧牲） |
| 杜江   | 马卫国（消防队长）                           |
| 谭卓   | 李芳（江立伟妻子）                           |

### 主演
| 演員   | 角色                                 |
| 张哲瀚 | 郑志（消防队队员，救整個小隊犧牲）   |
| 谷嘉诚 | 周浩（消防队队员，跟随队长江立伟）   |
| 印小天 | 魏雷（消防队技术员，跟随队长江立伟） |
| 高戈   | 翁翁（消防队队员）                   |

### 客串/特别出演/其他演员
| 演員   | 角色                                               |
| 杨紫   | 王璐（消防观察员，徐小斌恋人）                     |
| 欧豪   | 徐小斌（原型为大连7.16油爆火灾中牺牲的消防员张良） |
| 侯勇   | 吴晨光（消防总指挥）                               |
| 宗灵   | 江雯雯（江立伟女儿）                               |
| 王志飞 | 江大军（江立伟父亲）                               |
| 丁嘉丽 | 老太太（照看走丢的江立伟儿子的市民）               |
| 刘金山 | 老先生（照看走丢的江立伟儿子的市民）               |
| 杜志国 | 马卫国父亲（退役消防兵）                           |
| 许文广 | 码头总经理                                         |

## 遭侵权事件
2019年11月，北京市海淀区人民法院网站发布消息称，李某某以著作权侵权为由，将《烈火英雄》出品发行方诉至北京市海淀区人民法院，并表示《烈火英雄》在故事背景、人物关系、主要情节设置、结局安排等方面的表达内容大量抄袭、剽窃其享有著作权的作品《火烈鸟》，要求电影出品方、发行方立即停止出版发行《烈火英雄》、在全国性媒体或法院认可的书面声明向其公开赔礼道歉、赔偿经济损失300万元人民币。对此，制作方博纳影业集团发表声明，称公司尚未收到法院任何通知。而该片导演陈国辉对此事表示严重愤慨，称“抄袭指控是无稽之谈”。

## 獎項及提名
| 年份 | 颁奖典礼             | 奖项         | 姓名           | 结果 |
| ---- | -------------------- | ------------ | -------------- | ---- |
| 2020 | 第39屆香港電影金像獎 | 最佳視覺效果 | 黃宏達         | 提名 |
| 2020 | 第35届大众电影百花奖 | 最佳导演     | 陈国辉         | 提名 |
| 2020 | 第35届大众电影百花奖 | 最佳男主角   | 黄晓明         | 獲獎 |
| 2020 | 第35届大众电影百花奖 | 最佳女配角   | 杨紫           | 提名 |
| 2020 | 第35届大众电影百花奖 | 最佳男配角   | 印小天         | 提名 |
| 2020 | 第35届大众电影百花奖 | 最佳编剧     | 于勇敢、陈国辉 | 提名 |
| 2020 | 第33届中国电影金鸡奖 | 最佳男主角   | 黄晓明         | 獲獎 |
| 2020 | 第33届中国电影金鸡奖 | 最佳男配角   | 印小天         | 獲獎 |
| 2020 | 第33届中国电影金鸡奖 | 最佳美术     | 刘世运         | 提名 |
| 2023 | 第18屆中國電影華表獎 | 優秀故事片   | 《烈火英雄》   | 獲獎 |